# Стажисти
Стажисти (енгл. Scrubs) је амерички ситком креатора Била Лоренса који се емитовао на на Ен-Би-Си-ју и Еј-Би-Си-ју од 2001. до 2010. године.
Радња серије прати доктора Џона "Џеј Дија" Доријана и његове колеге у измишљеној болници "Свето срце". Главну улогу тумачи Зек Браф, док у споредним наступају Сара Чок, Доналд Фејзон, Нил Флин, Кен Џенкинс, Џон К. Макгинли и Џуди Рејес. У серији су такође гостовали многи познати филмски глумци укључујући Брендана Фрејзера, Хедер Грејам и Колина Фарела.
Серија је била номинована за 17 награда Еми и освојила је 2. Браф је за улогу Џеј Дија био номинована за три Златна глобуса у категорији Најбољи главни глумац у ТВ серији (мјузикл или комедија).